# Tombeto
Tombeto (bułg. Томбето) – wieś w Bułgarii, w obwodzie Wielkie Tyrnowo, w gminie Elena. Wieś wymarła.